# Sciurus aberti
Lo scoiattolo di Abert (Sciurus aberti Woodhouse, 1853) è una specie di scoiattolo arboricolo del genere Sciurus endemico delle Montagne Rocciose (Stati Uniti e Messico), e particolarmente diffuso in Arizona, nel Grand Canyon, nel Nuovo Messico e nelle regioni sud-occidentali del Colorado.
Deve il nome al Colonnello John James Abert, l'ufficiale e naturalista americano che, a capo del Corpo degli Ingegneri dell'Esercito degli Stati Uniti, cercò di mappare dettagliatamente l'Ovest americano nel XIX secolo.

## Tassonomia
Attualmente, gli studiosi riconoscono sei sottospecie di scoiattolo di Abert, tra le quali il celebre scoiattolo del Kaibab (S. a. kaibabensis), in passato considerato una specie a parte:
- S. a. aberti Woodhouse, 1852 (Arizona settentrionale);
- S. a. barberi J. A. Allen, 1904 (Chihuahua nord-occidentale);
- S. a. chuscensis Goldman, 1931 (zona di confine tra Nuovo Messico e Arizona);
- S. a. durangi Thomas, 1893 (Durango);
- S. a. ferreus True, 1900 (Montagne Rocciose, Colorado centrale);
- S. a. kaibabensis Merriam, 1904 (Altopiano del Kaibab, Arizona settentrionale).

## Descrizione
Lo scoiattolo di Abert è lungo 46–58 cm, dei quali 19-25 costituiti dalla coda. La sua caratteristica principale sono i ciuffi di pelo sulle orecchie, che possono raggiungere 2–3 cm di lunghezza. Essi attribuiscono a questa specie una certa somiglianza con lo scoiattolo rosso eurasiatico, a parte la colorazione più scura del mantello. Generalmente esso è grigio dorsalmente e bianco sul ventre; possiede una caratteristica striscia di colore ruggine-rossastro lungo il dorso. Gli esemplari diffusi in Colorado, sulle colline ai piedi delle Montagne Rocciose, sono neri.

## Distribuzione e habitat

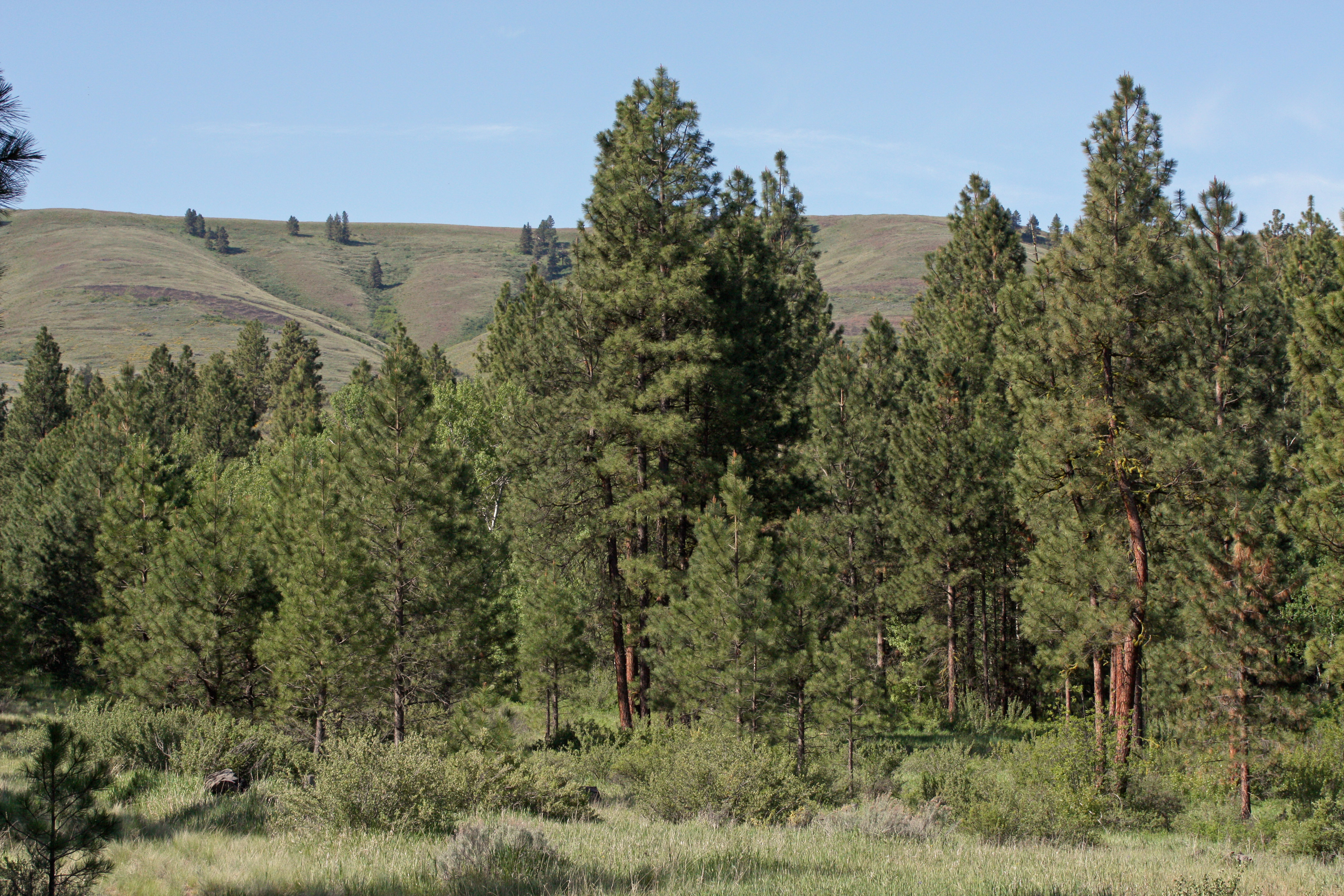
Foresta di pini gialli.

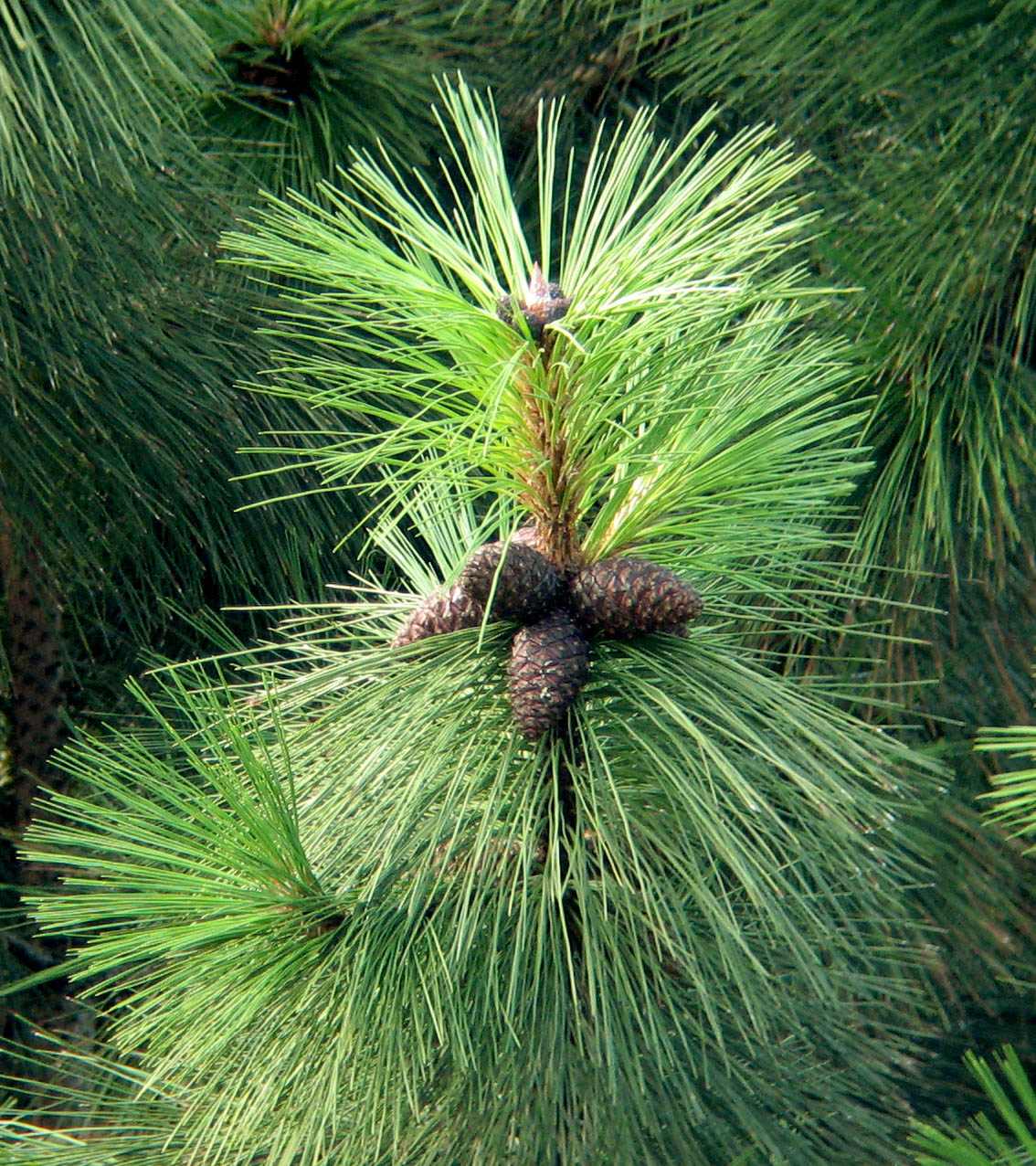
Aghi e coni di pino giallo.

Lo scoiattolo di Abert è confinato all'Altopiano del Colorado e alle Montagne Rocciose meridionali, negli stati di Colorado, Utah, Arizona e Nuovo Messico; il suo areale, oltrepassato il confine con il Messico, continua verso sud, attraverso la Sierra Madre Occidentale, fino agli stati di Chihuahua e Durango. Una piccola parte dell'areale si spinge per un breve tratto anche entro i confini del Wyoming, ove sono presenti foreste di pini gialli (Pinus ponderosa). Esemplari introdotti in passato sul monte Graham e sui monti Santa Catalina, in Arizona, costituiscono ora popolazioni stabili. Mellott e Choate registrarono la presenza di questo animale nell'area protetta degli Spanish Peaks, a 72 km di distanza dai confini sud-orientali dell'areale noto in precedenza.
La presenza dello scoiattolo di Abert è strettamente correlata alle fresche e secche foreste di pino giallo, tanto che nelle zone dell'interno gli areali delle due specie quasi si sovrappongono. In Arizona, le foreste di pini gialli sono maggiormente frequenti tra i 1670 e i 2590 m di quota. Lo scoiattolo di Abert vive sia nelle foreste dominate da questa specie, che in quelle in cui quest'ultima è associata a querce di Gambel (Quercus gambelii), pini del Colorado (Pinus edulis), ginepri (Juniperus spp.), pioppi tremuli (Populus tremuloides) e abeti di Douglas (Pseudotsuga menziesii). Findley e altri studiosi sostengono che lo scoiattolo di Abert è piuttosto frequente nelle foreste miste di conifere dei canyon del Nuovo Messico.

### Habitat ottimale
Per rifugiarsi, nidificare e nutrirsi, gli scoiattoli di Abert fanno affidamento quasi esclusivamente sui pini gialli. Zone ottimali per questo roditore comprendono pini di ogni età, con alberi raggruppati in base a quest'ultima, con una densità di 496-618 alberi per ettaro, e con una superficie basale di 34,4-45,3 m²/ha. Negli habitat ottimali il diametro dei tronchi dei pini gialli deve essere di 28–33 cm, mentre quello delle querce di Gambel di 30–36 cm. In queste aree devono esserci anche pini gialli con diametro del tronco superiore ai 51 cm, che sono i migliori produttori di coni. Larson e Schubert hanno riportato che un pino giallo del diametro di 91–102 cm produce in media 446 coni a raccolto. Alberi dal diametro inferiore ai 61 cm, invece, producono meno di 100 coni a raccolto.
Nell'Arizona centrale, i territori estivi degli scoiattoli di Abert misurano in media 7,3 ettari, ma la loro estensione varia dai 4 ai 9,7 ettari. Quelli invernali sono un po' più piccoli. Ramey ha riportato che nella Contea di Black Forest (Colorado), l'estensione media del territorio utilizzati in primavera ed estate da questa specie è di 8,13 ettari. I maschi subadulti hanno territori primaverili di circa 11 ettari, e le femmine adulte possiedono territori estivi un po' più grandi di quelli dei maschi adulti. Patton ha riportato, per tre scoiattoli originari dell'Arizona, territori di 4, 12,2 e 24,4 ettari. Hall, invece, cita il territorio di una femmina vasto 11,8 ettari.
Nel Colorado, Ramey riscontrò una densità di 30 scoiattoli per km² nella primavera del 1970, ma di soli 12 esemplari per km² durante la primavera successiva. Nel corso di un altro studio, svoltosi sempre nel Colorado, Farentinos stimò una densità di 82 esemplari per km² nell'autunno del 1970 e di 114 esemplari per km² nell'autunno successivo.

### Il nido
I nidi estivi vengono costruiti dalle femmine di scoiattolo di Abert sui rami dei pini gialli, nelle cavità dei tronchi delle querce di Gambel e, talvolta, sui rami dei pioppi (Populus spp.). Solo raramente i pini gialli possono presentare cavità abbastanza grandi per gli scoiattoli. Nel corso di uno studio svoltosi nell'Arizona centrale, si vide che i nidi erano presenti su alberi del diametro di 30–104 cm, a un'altezza di 6–33 m dal suolo. In un altro studio, sempre in Arizona, si vide che i nidi erano costruiti su alberi del diametro di 29–93 cm. La maggior parte dei nidi è situata nel terzo superiore della chioma degli alberi, a 4–27 m dal suolo, solitamente dove un ramo si separa dal tronco principale o alle biforcazioni di rami più piccoli. Quasi tutti vengono costruiti sui rami che danno a sud o sud-est. Patton riporta che in Arizona gli alberi su cui erano situati i nidi avevano chiome pari al 35-55% dell'altezza totale, e che la maggior parte di essi aveva un diametro di 36–41 cm. I nidi vengono costruiti su alberi dalle chiome intrecciate. Spesso i nidi di scoiattolo di Abert sono posti su rami ricoperti da infestazioni di vischio nano (Arceuthobium vaginatum), le cosiddette «scope delle streghe».
Nell'inverno, coppie di scoiattoli di Abert, costituite di solito da una femmina adulta e da un proprio figlio subadulto (o almeno così si presume), utilizzano lo stesso nido come rifugio.

## Biologia

### Comportamento
Lo scoiattolo di Abert è un animale diurno. Spesso è attivo per un breve periodo prima del tramonto e in altri momenti della giornata, e di solito torna verso il rifugio prima del calar del sole. La maggior parte degli esemplari utilizza tutto l'anno sempre gli stessi ripari per la notte.
I nidi vengono costruiti dalle femmine con ramoscelli di pino di 1,3 cm o meno di diametro, e lunghi 15–61 cm. Essi vengono poi imbottiti con vari materiali. Hanno forma vagamente sferica e spesso presentano una piccola piattaforma che spesso si estende oltre un lato del margine. Spesso le femmine trasportano i piccoli in un nido più grande quando questi hanno 3-6 settimane di età.

### Alimentazione

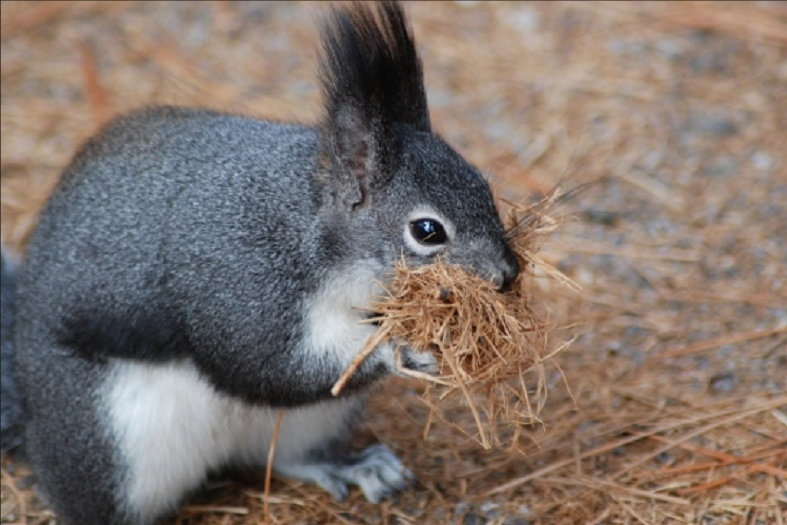
S. abert raccoglie materiale per il nido.

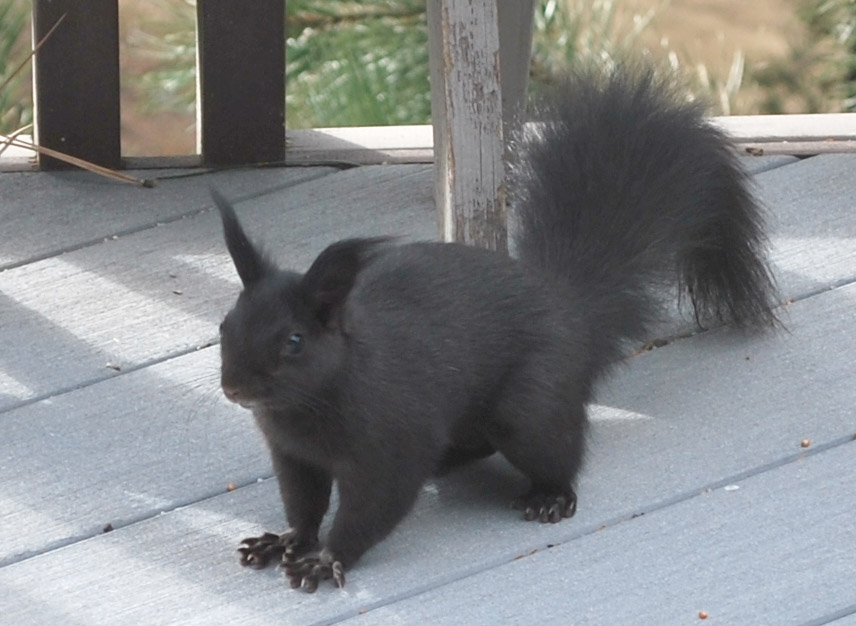
S. a. ferreus.

Lo scoiattolo di Abert si nutre tutto l'anno sugli alberi di pino giallo. Tra le parti consumate vi sono semi, la parte di gran lunga prediletta, la corteccia interna (specialmente quella dei giovani ramoscelli), le gemme terminali, le gemme staminali e i coni polliniferi. La sua dieta comprende anche funghi carnosi (in special modo quelli ipogei), carogne, ossa e palchi caduti di Cervidi. L'incessante ricerca del cibo sembra non essere interrotta nemmeno dagli inverni più rigidi. Quando sono disponibili semi di pino del Messico (Pinus cembroides), lo scoiattolo di Abert sembra prediligerli a quelli di pino giallo. Parte sostanziale della dieta è costituita anche dalle ghiande delle querce di Gambel.
I pini gialli producono grandi raccolti di coni ogni 3 o 4 anni; i coni sono praticamente assenti circa 1 anno su 4. Gli scoiattoli di Abert iniziano a mangiare semi immaturi poco dopo lo sviluppo dei coni, verso la fine di maggio. Continuano a mangiare semi per tutta l'estate, quando i coni giungono a maturazione. Durante i mesi in cui i semi costituiscono la parte fondamentale della dieta di questi animali, uno scoiattolo può mangiare in un giorno anche i semi di 75 coni. I semi vengono disseminati dai coni in ottobre e novembre. Durante questo periodo gli scoiattoli continuano a nutrirsi dei semi prodotti dai coni giunti tardi alla maturazione, nonché di quelli raccolti sul terreno. La succulenta corteccia interna dei ramoscelli viene consumata tutto l'anno, ma più che altro nei mesi invernali: i ciuffi di aghi vengono strappati dal ramoscello, la corteccia esterna viene rimossa, quella interna consumata, e poi il ramoscello viene scartato. In inverno un unico scoiattolo consuma circa 45 ramoscelli al giorno. La maggior parte degli alberi di cui vengono consumati i rami ha il diametro di 30–76 cm. Dopo che i semi sono stati disseminati gli scoiattoli di Abert fanno affidamento per la loro dieta sulla corteccia interna, che costituisce il nocciolo della dieta tra novembre e aprile. Durante questo periodo viene consumato anche il morbido tessuto interno delle piccole gemme apicali. In maggio, se disponibili, vengono mangiati gemme e coni staminali e ovuli immaturi. I nuovi coni staminali vengono consumati interi; dei coni secchi viene mangiato solo il polline. Sembra che gli scoiattoli prediligano la corteccia delle zone della pianta infestate da vischio nano.
I funghi carnosi che vengono mangiati appartengono a specie dei seguenti generi: Agaricus, Amanita, Boletus, Hypholoma, Lepiota, Lycoperdon, Russula e Tuber. Gli scoiattoli di Abert consumano senza difficoltà anche funghi che risultano velenosi per l'uomo, come i cosiddetti «angeli distruttori» (Amanita muscaria e Amanita vaginata) e una specie di Russula.
L'acqua viene ricavata esclusivamente dalle sostanze nutritive, ma talvolta gli scoiattoli di Abert bevono da pozze di raccoglimento o da altre raccolte d'acqua (ad esempio pozzanghere di acqua piovana).

### Riproduzione

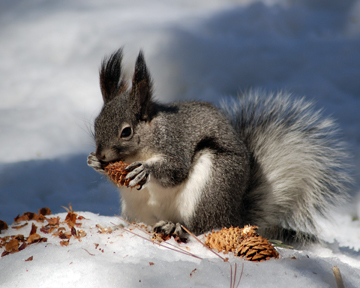
S. abert mentre si nutre.

Nell'Arizona centrale, l'accoppiamento avviene tra il 1º maggio e il 1º giugno, e le nascite avvengono tra il 10 giugno e il 27 luglio. Farantinos riporta, come periodo di gestazione, 46 giorni. Otto nidiate esaminate erano composte da due-cinque piccoli. Una nidiata media è costituita da tre-quattro piccoli. I piccoli di scoiattolo di Abert nascono glabri, e con orecchie e occhi chiusi. A partire dalle 2 settimane inizia a essere presente una leggera peluria e le orecchie si aprono leggermente. A 6 settimane il pelo è completamente sviluppato e gli occhi sono aperti. A 7 settimane la coda si è notevolmente sviluppata ed è tenuta ripiegata sul dorso, e le orecchie vengono tenute erette. In questo periodo la dieta dei piccoli inizia a comprendere anche funghi e corteccia. In cattività i piccoli iniziano ad avventurarsi fuori dal nido a circa 7 settimane, ma non si spingono sul terreno fino a circa 9 settimane. Vengono svezzati a partire dalle 10 settimane, e raggiungono le dimensioni adulte a 15-16 settimane. La femmina di solito partorisce un'unica nidiata all'anno. Hall e Kelson riportano che nelle regioni meridionali dell'areale molte femmine partoriscono anche due nidiate all'anno.
Le principali cause di mortalità tra gli scoiattoli di Abert sono la scarsità di cibo e gli incidenti (ad esempio denti rotti) con esito fatale.

### Predatori
Reynolds sostiene che gli astori comuni (Accipiter gentilis) catturino un tale numero di scoiattoli di Abert da tenerne sotto controllo la popolazione. Non vi sono prove, tuttavia, che questi Sciuridi cadano preda di altri rapaci (Accipitridi e Falconidi), e perfino di altri potenziali predatori presenti nell'area, come volpi grigie (Urocyon cinereoargenteus), linci rosse (Lynx rufus) e coyote (Canis latrans).

## Conservazione
Seppur minacciato in alcune zone dalla deforestazione, lo scoiattolo di Abert è ancora molto diffuso e la IUCN lo inserisce tra le specie a rischio minimo.